# Oxypteron eremica
Oxypteron eremica is een vlinder uit de familie bladrollers (Tortricidae). De wetenschappelijke naam is voor het eerst geldig gepubliceerd in 1907 door Walsingham.
De soort komt voor in Europa.